# Formacilo
En Química, Compuesto formacílico es el nombre con que se designa los compuestos en cuya molécula existe el radical Fomacilo, y estos cuerpos cristalizan perfectamente y poseen colores intensos que varían desde el rojo anaranjado al rojo violado y se disuelven con facilidad en todos los neutros empleados de ordinario, excepto el agua:
- El hidrógeno del grupo imida NH contenido en el núcleo formacílico, puede ser reemplazado por los metales
- Todos los derivados formacílicos se disuelven en los ácidos minerales concentrados y especialmente en el ácido sulfúrico y las disoluciones obtenidas en este último cuerpo son de color azul violado
- Los compuestos formacílicos calentados con anhídrido acético en presencia del cloruro de zinc, forman derivados acéticos
- Por acción de los ácidos minerales en condiciones especiales pierden una molécula de anilina o toluidina, transformándose en triazinas
- Uno de los procedimiéntos más útiles que se utilizó para obtener en cantidad los compuestos formacílicos el que consiste en tratar las hidrazonas primarias por los diazoicos operando en disolución alcalina, y algunos derivados formacílicos pudieron ser obtenidos haciendo actuar la fenilhidrazina sobre las fenilhidrazonas

## Cuerpos reductores
Los cuerpos reductores pueden actuar sobre los compuestos formacílicos de dos maneras:
- Los que actúan en medio ácido (por ejemplo el polvo de zinc en presencia del ácido acético o ácido sulfúrico) desdoblan a los derivados formacílicos en fenilhidrazina e hidrazina
- Los reductores que actúan en medio neutro (tal como el sulfuro amónico en disolución alcohólica) dan anilina y una hidrazina o amidahidrazona

## Agentes oxidantes
Los agentes oxidántes como el permanganato potásico, óxido amarillo de mercurio, etc., convierten a los derivados formacilícos en derivados de tetrazolio:
- Una de las reacciones más importantes de los derivados formacílicos
- Fue explicada admitiendo que el átomo de hidrógeno del grupo inida contenida en el grupo formacilíco pasa al estado de oxihidrilo, experimentando una transformación molecular, al mismo tiempo que se cierra la cadena

## Regla general
Puede considerarse como regla general lo siguiente:
- Antes de llegar a la síntesis de los compuestos formacílicos se sabía que las acetonas y aldehídos reaccionaban con los cloruros de diazobenceno, de diazotolueno, etc., molécula a molécula, originando una especie de hidrazonas, y después se observó que las acetonas y aldehídos que contienen el grupo citado son susceptibles de reaccionar con nuevas cantidades de diazoico, dando lugar a la formación de derivados formacílicos:
  - El aldehído fórmico, el isobutirico, el benzoico y otros no dan compuestos formacílicos
  - En tanto que el aldehído acético, la acetona y ácido pirurico los originan con relativa facilidad
- Se demostró que la condición anterior es necesaria pero no suficiente: los compuestos formacílicos se originan también, aunque con mucha lentitud, haciendo actuar un exceso de diazoico sobre el compuesto acetónico en presencia de un alcalí libre, pero no se obtienen operando en disoluciones ácida o neutra

## Algunos compuestos y derivados
- Hidruro de difenilformacilo.- Es un hidruro sólido, primer término de la serie de los compuestos formacílicos, que estando bien puro se presenta cristalizado en agujas rojas con reflejos violados, poco solubles en agua, mucho en alcohol, éter ordinario, cloroformo y bencina e insolubles en la ligroína, y su disolución en los ácidos concentrados son de color azul intenso, que pasan al rojo por la adición al agua, y los álcalis colorean de rojo intenso las disoluciones alcohólicas de este hidruro, debido a la formación de compuestos salinos, sales que son bastante estables en presencia del alcohol concentrado, pero se disocian fácilmente por la acción del agua.
- Fenilazodifenilformacilo.- El hidruro objeto de este artículo combinado en disolución alcalina con el cloruro de diazobenceno.
- Formacildifenilfenilacetona.- Derivado formacílico que procede de reemplazar el hidrógeno del yoduro de difenilformacilo por el grupo monavalente C5H6 - CO -.
- Formacildifenilsulfónico.- Derivado de hidruro de difenilformacilo por sustitución del grupo SO3 al átomo de hidrógeno y se presenta bajo la forma de laminillas violadas cuando ha sido cristalizado uno o más veces de sus disoluciones en el éter acético.
- Difenilformacilmetano.- Correspondre al hidruro de difenilformacilo en el que ha sido reemplazado el átomo de hidrógeno por el grupo metílico CH3.
- Difenilformacilbenceno.
- Ácido difenilformacilfórmico.- Compuesto originado al mismo tiempo que la mesoxalifenilhidrazona sobre el ácido malónico en disolución alcalina y se presenta este ácido criatalizado en agujas rojas con reflejos azulados, fácilmente solubles en bencina y cloroformo, poco solubles en alcohol y éter, completamente insoluble en el agua y en el ácido sulfúrico concentrado se disuelve con coloración azulada que pasa a ser roja con la coloración de agua.
- Éter metílico.- Se obtiene tratando la hidrazona de mesoxalato ácido de  metilo por cloruro de diazobenceno.
- Cloruro del éter difeniltetrazoliofórmico.- Se obtiene por la oxidación del éter etildifenilformacilfórmico, efectuada por el nitrito de amilo en las condiciones para los compuestos formacílicos y cristaliza en prismas con una molécula de alcohol, que hierve a 105°:
  - Tratado por bromuros, nitratos y fosfatos alcalinos, se obtienen precipitados cristalinos blancos.
  - Con los yoduros y cromatos, así como con el ácido pícrico, los precipitados son amarillos.

## Investigadores

### Principales
- Adolf Pinner
- Hans von Pechmann
- Eugen Bamberger
- Johannes Wislicenus
- E. Wedekin
- Jenniech
- Müller
- Jeusen

### Algunas aportaciones
- Las teorías de Pechmann y Bamberger fueron útiles para explicar las reacciones que engendran a los compuestos formacílicos y las transformaciones que estos experimentan por la acción de los diversos reactivos.
- Pechmann obtuvo hidrato de difenilformacilo calentando una mezcla de formiato de etilo y fenilhidrazina.
- Bamberger obtuvo el difenilformacilbenceno calentando la bencenilomidoxina con fenilhidrazina.
- Wedekin logró una de las reacciones más importantes de los derivados formacílicos, por medio de una transformación.
- Hubo varios procedimientos o métodos para obtener compuestos formacílicos y Pinner lo logró por medio de la oxidación de las hidrazinas correspondientes, método empleado para obtener los primeros términos de la serie.

## Compuesto guanacílico
Compuesto guanacílico son los derivados formacílicos procedentes del difenilformacilbenceno, hidrazinas en las que un átomo de hidrógeno ha sido sustituido por el radical de la guanidina y se obtuvieron de una manera análoga que los derivados formacílicos:
- Haciendo actuar el cloruro de diazobenzeno sobre las aminoguanidinas aromáticas
- La diferencia estriba que las hidrazonas especiales que se hacen reaccionar con el cloruro de diazoico en el seno de los compuestos formacílicos es aquí reemplazado por la aminoguanidina aromática